# كلي (خلخال)
كلي هي قرية في مقاطعة خلخال، إيران. عدد سكان هذه القرية هو 518 في سنة 2006.